# 小原田信号所
小原田信号所（おはらたしんごうしょ）は、和歌山県橋本市小原田にある、南海電気鉄道高野線の信号場である。

## 概要
御幸辻駅と橋本駅の間にある信号場。小原田車庫（小原田検車区）での列車回送（入出庫）のために設置されている。

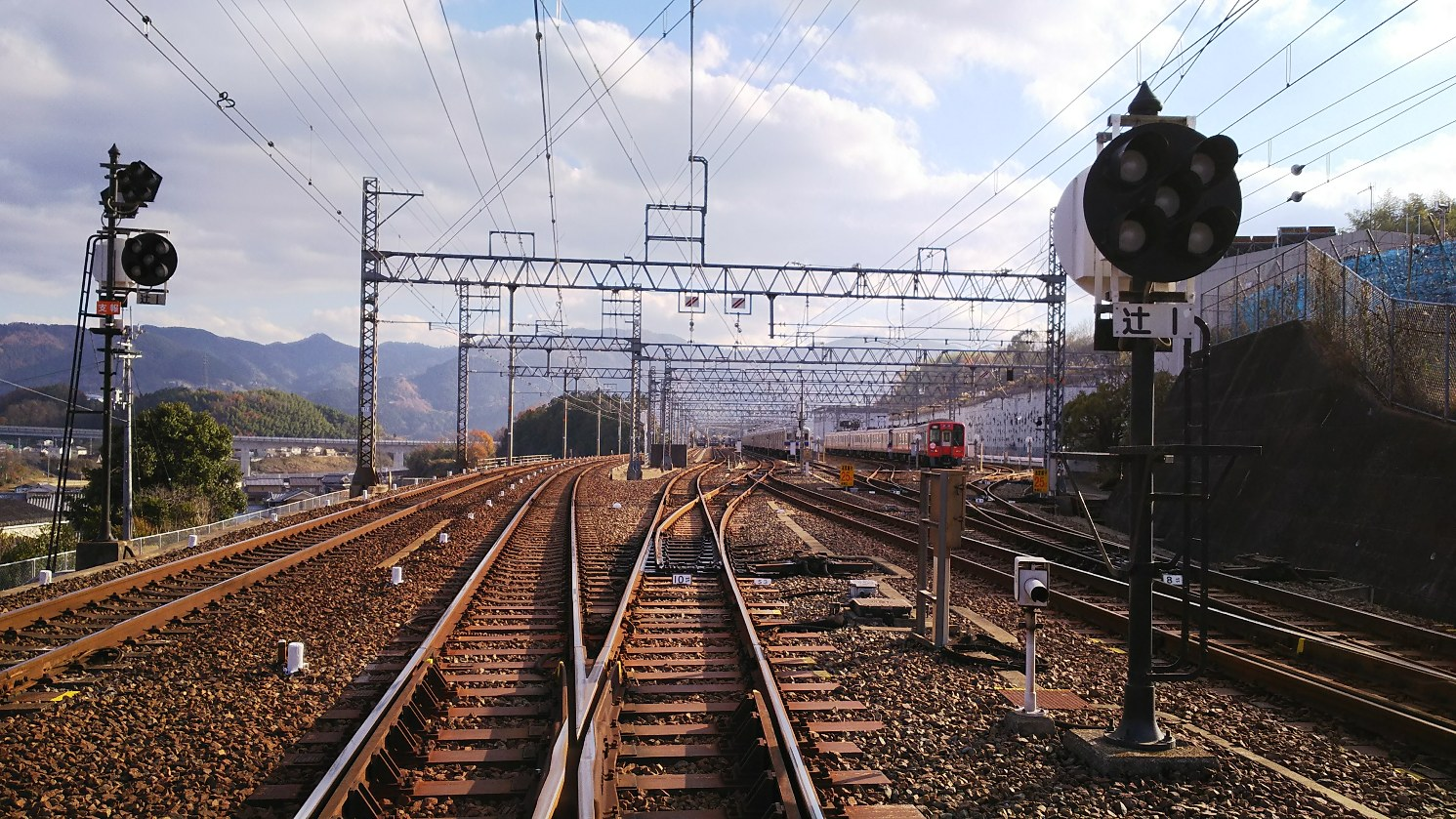
踏切より橋本方面を撮影、左から下り本線・上り本線・出入庫線と並ぶ
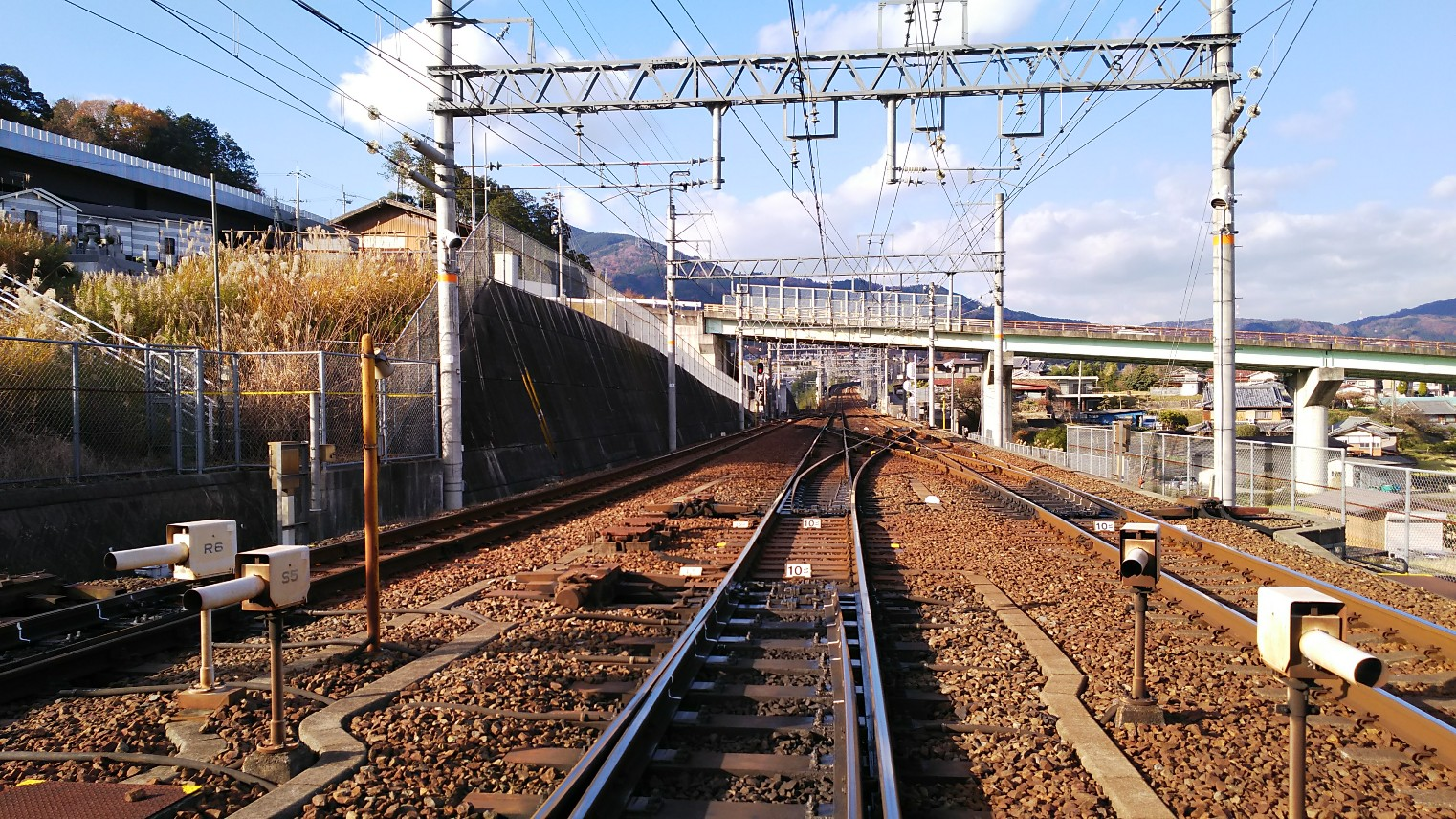
踏切より難波方面を撮影、右から下り本線、上り本線、出入庫・入換用の21番線と並ぶ

## 歴史
- 1996年（平成8年）11月24日：開設。同日に実施されたダイヤ改正により運用を開始。

## 周辺
- 南海電鉄小原田検車区
- 南海電鉄高野線御幸辻駅（徒歩約20分）
- 葬儀会館メモリアルホール花平

## 備考
本信号場の最寄駅は御幸辻駅だが、御幸辻駅で終着あるいは始発となる列車は現在まで一度も設定されたことはなく、下り出庫列車は橋本駅まで、上り出庫列車は林間田園都市駅または三日市町駅まで回送される（御幸辻駅は通過）。しかし高野線の車両の表示幕には「各停 御幸辻」や「急行 御幸辻」などの行き先が入っている。

難波方面からの入庫列車については林間田園都市駅から回送列車となり、御幸辻駅を通過し当信号場へ入庫する。ただし、当信号所と千代田信号所との間で不定期に設定される回送列車や試運転列車についてはこの限りではない。

## 隣の施設
南海電気鉄道
■高野線
御幸辻駅 (NK76) - 小原田信号所 - 橋本駅 (NK77)